# Aykut Erçetin
Pour les articles homonymes, voir Aykut.
Aykut Erçetin est un footballeur turc. Il évolue au poste de gardien.

## Biographie

### Carrière nationale
Aykut Erçetin est formé au club allemand du VfB Stuttgart.
Le 31 janvier 2003, à l'âge de 20 ans, il signe pour le club de Galatasaray SK. Le 23 février 2003, il joue pour la première fois avec l'équipe junior de Galatasaray SK PAF contre Malatyaspor, pour une victoire 4-1 à domicile. Le 22 novembre 2003, il fait sa première apparition en équipe première à la suite de l'expulsion du gardien titulaire Faryd Mondragon contre l'équipe de Denizlispor, pour une défaite 2-1 à l'extérieur.
De la saison 2003 à 2007, il est la doublure de Faryd Mondragon et ne fait que quelques apparitions au sein de l'équipe première. Il est titularisé essentiellement en Coupe de Turquie. Lors de la saison 2007-2008, il joue encore une fois les doublures, cette fois-ci de Orkun Uşak. Mais au fil de la saison il devient le gardien titulaire et le reste jusqu'à la fin de la saison. Il regagne finalement sa place de doublure à la suite de l'arrivée de Morgan De Sanctis.
Arrivé en fin de contrat, il quitte le club en mai 2014.

### Carrière internationale
Aykut Erçetin joue avec les sélections des -17 ans, -18 ans, -21 ans, et finalement évolue avec la Turquie A'.
Le 26 mai 2000, il reçoit sa première sélection avec la Turquie -17 ans contre la Grèce -17 ans, pour une défaite 0-3 à domicile.
Le 4 juillet 2000, il reçoit sa première sélection avec la Turquie -18 ans contre l'Azerbaïdjan -18 ans, pour une victoire 4-1 à l'extérieur.
Le 10 septembre 2003, il reçoit sa première sélection avec la Turquie espoirs contre l'Australie espoirs, pour une victoire 2-1 à domicile.
Le 16 novembre 2004, il reçoit sa première sélection avec la Turquie A' contre l'Autriche A', pour une victoire 3-1 à domicile.

## Palmarès
- Champion de Turquie en 2006, 2008, 2012 et 2013 avec Galatasaray
- Vainqueur de la Supercoupe de Turquie en 2008 et 2013 avec Galatasaray

## Statistiques
| Club           | Saison  | Niveau            | Ligue | Ligue | Ligue | Coupe | Coupe | Coupe | Europe | Europe | Europe |
| Club           | Saison  | Niveau            | MJ    | But   | P.D   | MJ    | But   | P.D   | MJ     | But    | P.D    |
| -------------- | ------- | ----------------- | ----- | ----- | ----- | ----- | ----- | ----- | ------ | ------ | ------ |
| Galatasaray SK | 2003-04 | Türkcell Süperlig | 7     | -     | -     | 1     | -     | -     | -      | -      | -      |
| Galatasaray SK | 2004-05 | Türkcell Süperlig | 0     | -     | -     | 1     | -     | -     | -      | -      | -      |
| Galatasaray SK | 2005-06 | Türkcell Süperlig | 0     | -     | -     | 4     | -     | -     | -      | -      | -      |
| Galatasaray SK | 2006-07 | Türkcell Süperlig | 4     | -     | -     | 2     | -     | -     | -      | -      | -      |
| Galatasaray SK | 2007-08 | Türkcell Süperlig | 13    | -     | -     | 6     | -     | -     | 1      | -      | -      |
| Galatasaray SK | 2008-09 | Türkcell Süperlig | 1     | -     | -     | 7     | -     | -     | 2      | -      | -      |
| Galatasaray SK | 2009-10 | Türkcell Süperlig | 7     | -     | -     | 4     | -     | -     | 1      | -      | -      |
| Galatasaray SK | 2010-11 | Türkcell Süperlig | 6     | -     | -     | 2     | -     | -     | 3      | -      | -      |
| Galatasaray SK | 2011-12 | Türkcell Süperlig | 1     | -     | -     | -     | -     | -     | -      | -      | -      |
| Total          | 2003-11 |                   | 39    | -     | -     | 27    | -     | -     | 7      | -      | -      |